# عایشه‌گل جیداملی
عایشه‌گل جیداملی (Ayşegül Çıdamlı)، (متولد ۱۴ ژوئن ۱۹۵۶، آنکارا)، بازیگر زن اهل ترکیه است. او در سال ۲۰۱۱ میلادی در فصل دوم و سوم اسمش را فریحا گذاشتم در نقش «خدیجه»، عمه فریحا شرکت داشت.

## مصاحبه در مورد ترک سریال توسط هازل کایا
عایشه‌گل جیداملی، بازیگر نقش «خدیجه» در سریال اسمش را فریحا گذاشتم، در یک برنامه تلویزیونی دربارهٔ هازل کایا که نقش اصلی یعنی فریحا را بازی می‌کرد گفت: هازل با گفتن اینکه «من در این نقش بازی نمی‌کنم، اینجا به زنان به دیده تحقیر نگاه می‌شود» با فیلمبرداری این صحنه از فیلمنامه مخالفت کرد. او حتی با گفتن «عایشه گل، دارند من را برای معاینه بکارت می‌برند، دیگر بس است؟» به من اعتراض کرد. به او گفتم «دخترم، فریحا، تو کسی نیستی که برای معاینه بکارت می‌رود. نقش خودت را با واقعیت قاطی نکن.» او گوش نداد. هازل دیگر هرگز نتوانست اوضاع را درست کند و سریال را ترک کرد.
عایشه‌گل جیداملی اظهار داشت که همبازی سابقش، هازل کایا، به دلیل ناراحتی از این پروژه جدا شد و نقطه اوج ناراحتی هازل درج انجام معاینه بکارت در فیلمنامه بود که به آن اعتراض داشت. جیداملی گفت: «من یک بیستم پولی را که هازل می‌گرفت، می‌گرفتم.» او افزود: «اگر به این کار بله گفتی، اگر پول برای ایفای نقش می‌گیری، الزامات این کار را باید انجام دهی. هیچ‌کس کسی را مجبور به بازی در سریال‌های تلویزیونی نمی‌کند.»